# Liste der Stolpersteine in Igersheim

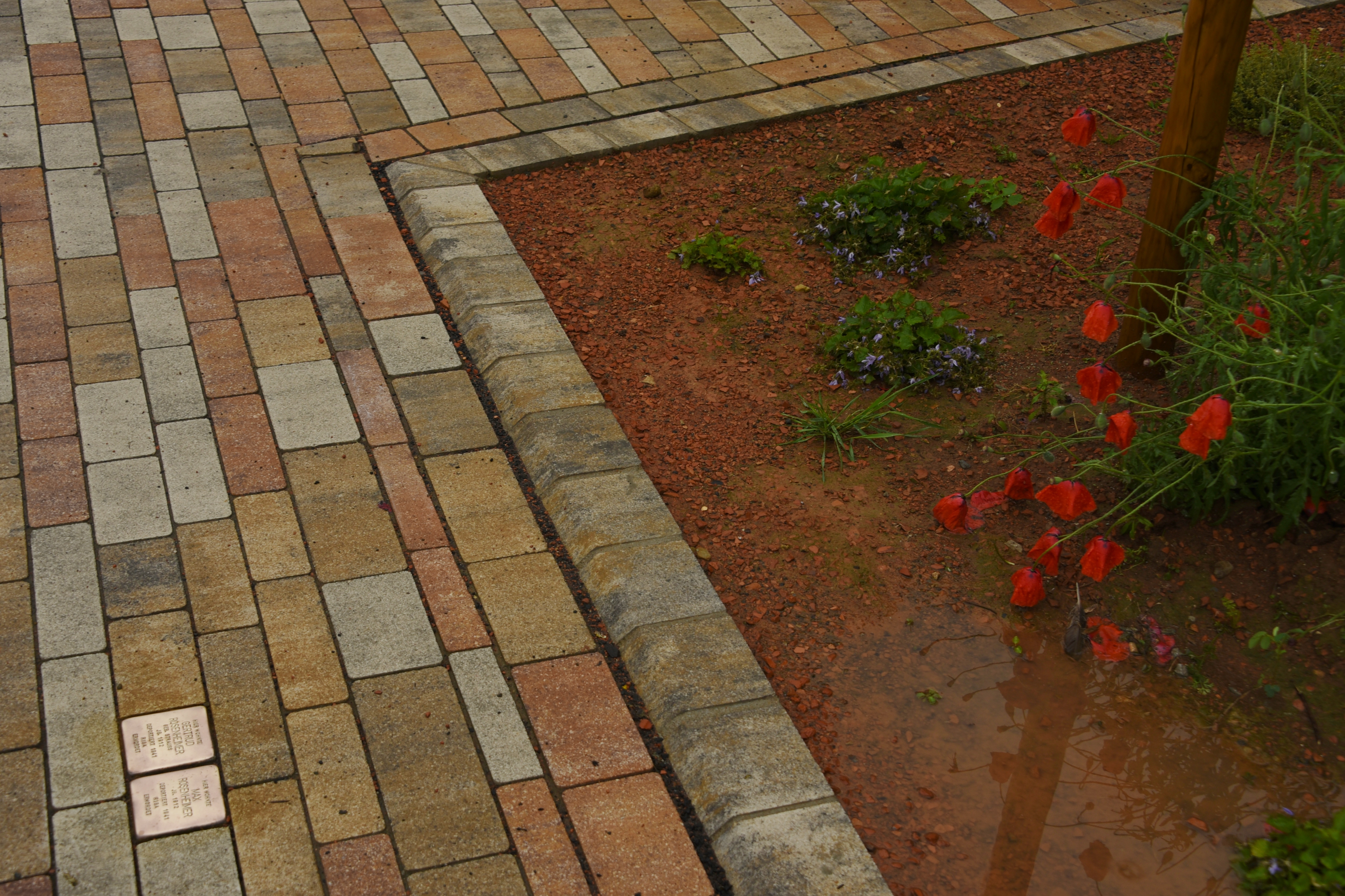
Stolpersteine für das Ehepaar Rosenheimer

Die Liste der Stolpersteine in Igersheim enthält die Stolpersteine in Igersheim, gelegen im Main-Tauber-Kreis im fränkisch geprägten Nordosten Baden-Württembergs. Sie erinnern an das Schicksal der Menschen aus dieser Gemeinde, die von Nationalsozialisten ermordet, deportiert, vertrieben oder in den Suizid getrieben worden sind. Die Stolpersteine wurden von Gunter Demnig verlegt. Sie werden im Regelfall vor dem letzten selbstgewählten Wohnort des Opfers verlegt.
Die ersten und bislang einzigen Verlegungen in Igersheim fanden am 23. März 2009 statt. Aufgrund umfangreicher Bauarbeiten sind nicht alle Stolpersteine derzeit nicht verlegt (Stand Juni 2021).

## Jüdische Gemeinde
Im Jahre 1564 wurden erstmals Juden in Igersheim genannt. Eine eigenständige jüdische Gemeinde bestand ab dem 16. Jahrhundert. Um 1900 erfolgte die Eingliederung als Filialgemeinde in die jüdischen Gemeinde Markelsheim. Ende November 1941 wurden die fünf letzten Juden aus Igersheimabtransportiert. Sie wurden ins KZ Riga-Kaiserwald deportiert. 2011 gab es eine Gedenkveranstaltung mit dem Titel Weg der Erinnerung, Schüler und Bürger der Stadt beschritten den Weg von der Synagoge zum Bahnhof.

## Verlegte Stolpersteine
In Igersheim wurden bisher 5 Stolpersteine an 2 Adressen verlegt.
Die Tabelle ist teilweise sortierbar; die Grundsortierung erfolgt alphabetisch nach dem Familiennamen des Opfers.
| Stolperstein | Inschrift                                                                                              | Verlegeort                  | Name, Leben |
| ------------ | --- | --------------------------- | --- |
|              | HIER WOHNTE ROSA HARTHEIMER JG. 1921 DEPORTIERT 1941 JUNGFERNHOF / RIGA ERMORDET IN RIGA               | Goldbachstraße 1            | Rosa Hartheimer wurde am 4. März 1921 in Igersheim geboren. Ihre Eltern waren Schmei Hartheimer und Sofie, geborene Gutmann. Sie hatte zumindest zwei Geschwister, Arthur und Julius. Im Jahr 1941 gehörte die Familie Hartheimer zu den letzten zwei jüdischen Familien, die noch in Igersheim lebten. Im November 1941 wurden Rosa Hartheimer und ihre Eltern durch ein Schreiben, das die jüdische Kultusgemeinde Stuttgart erzwungen durch die Nazis sendete, über ihre „Evakuierung“ in den Osten informiert. Die Deportation erfolgte kurz darauf, am 1. Dezember 1941. Von Stuttgart aus wurde Hartheimer und ihre Eltern in das Lager Jungfernhof verschleppt. Sie musste Zwangsarbeit am Rigaer Bahnhof leisten. Rosa Hartheimer hat die Shoah nicht überlebt. Auch ihre Eltern wurden in Riga ermordet. |
|              | HIER WOHNTE SCHMEI HARTHEIMER JG. 1877 DEPORTIERT 1941 JUNGFERNHOF / RIGA ERMORDET IN RIGA             | Goldbachstraße 1            | Schmei Hartheimer, auch Schmay Hartheimer, wurde am 16. September 1877 in Igersheim geboren. Er war Viehhändler und heiratete Sofie Gutmann. Das Paar hatte zumindest drei Kinder: Arthur, Julius und Rosa (geboren 1921). Am 27. März 1933 wurde er zusammen mit seinen Söhnen von SA und Mitgliedern der NSDAP zur Tauberbrücke getrieben und dort verprügelt. Im Jahr 1941 gehörte die Familie Hartheimer zu den letzten zwei jüdischen Familien, die noch in Igersheim lebten. Im November 1941 wurde die Familie durch ein Schreiben, das die jüdische Kultusgemeinde Stuttgart erzwungen durch die Nazis sendete, über ihre „Evakuierung“ in den Osten informiert. Die Deportation erfolgte kurz darauf, am 1. Dezember 1941. Die Fahrt mussten sie bezahlen, Wertsachen zuvor abgegeben werden. Ihr zurückgelassener Besitz wurde versteigert oder verschenkt. Von der Ortspolizei wurde die Familie zum Bahnhof gebracht und weiter nach Stuttgart. Von dort wurden Hartheimer, seine Frau und seine Tochter in das Lager Jungfernhof verschleppt. Schmay Hartheimer hat die Shoah nicht überlebt, ebenfalls seine Frau und seine Tochter nicht. Zumindest ein Sohn hat überlebt, eine Enkeltochter reichte das Gedenkblatt für ihren Großvater ein. |
|              | HIER WOHNTE SOFIE HARTHEIMER GEB. GUTMANN JG. 1883 DEPORTIERT 1941 JUNGFERNHOF / RIGA ERMORDET IN RIGA | Goldbachstraße 1            | Sofie Hartheimer, geborene Gutmann, wurde am 14. Oktober 1883 in Braunsbach geboren. Sie heiratete den Viehhändler Schmay Hartheimer und lebte mit ihm in Igersheim. Das Paar hatte zumindest drei Kinder: Arthur, Julius und Rosa (geboren 1921). Im Jahr 1941 gehörte die Familie Hartheimer zu den letzten zwei jüdischen Familien, die noch in Igersheim lebten. Im November 1941 wurde. Sophie Hartheimer und ihre Familie durch ein Schreiben, das die jüdische Kultusgemeinde Stuttgart erzwungen durch die Nazis sendete, über ihre „Evakuierung“ in den Osten informiert. Die Deportation erfolgte kurz darauf, am 1. Dezember 1941. Von Stuttgart aus wurden Hartheimer, ihr Mann und ihre Tochter in das Lager Jungfernhof verschleppt. Sofie Hartheimer hat die Shoah nicht überlebt, ebenfalls wurden ihr Mann und ihre Tochter opfer der Shoah. Zumindest ein Sohn hat überlebt. |
|              | HIER WOHNTE GERTRUD ROSENHEIMER GEB. STRAUSS JG. 1912 DEPORTIERT 1941 RIGA ERMORDET                    | Bad Mergentheimer Straße 11 | Gertrud Rosenheimer, geborene Strauss, wurde am 29. Oktober 1912 in Bad Mergentheim als Tochter von Jakob Strauss (1873–1937) und Ida, geborene Weissmann (1880–1921) geboren. Sie hatte drei ältere Geschwister, Fanny (geboren am 15. März 1906), Moritz (geboren 1907, gestorben 1908) und Fritz (geboren 1910). Sie heiratete um 1938 Max Rosenheimer aus Archshofen, geboren 1907. Gertrud Rosenheimer und ihr Ehemann wurden am 1. Dezember 1941 von Stuttgart in das Lager Jungfernhof in Lettland deportiert und dort vom NS-Regime ermordet. Ihre Bibel blieb erhalten, sie gab sie kurz vor der Deportation an ihre Nachbarn, sie befindet sich im jüdischen Museum Creglingen. Ihre Schwester, verheiratete Fanny Steinberg, und deren drei Söhne, damals zwei, zwölf und vierzehn Jahre alt, wurden 1941 im Fort IX von Kaunas ermordet. Ihre Stiefmutter, Selma Strauss, geborene Berg, wurde 1941 in Riga ermordet. |
|              | HIER WOHNTE MAX ROSENHEIMER JG. 1907 DEPORTIERT 1941 RIGA ERMORDET                                     | Bad Mergentheimer Straße 11 | Max Rosenheimer wurde am 30. September 1907 in Archshofen, heute Stadtteil von Creglingen, geboren. Er heiratete um 1938 Gertrud Strauss aus Igersheim, geboren 1912. Im Jahr 1941 gehörte die Familie Rosenheimer zu den letzten zwei jüdischen Familien, die noch in Igersheim lebten. Im November 1941 wurden sie durch ein Schreiben, das die jüdische Kultusgemeinde Stuttgart erzwungen durch die Nazis sendete, über ihre „Evakuierung“ in den Osten informiert. Die Deportation erfolgte kurz darauf, am 1. Dezember 1941. Die Fahrt mussten sie bezahlen, Wertsachen zuvor abgegeben werden. Ihr zurückgelassener Besitz wurde versteigert oder verschenkt. Von der Ortspolizei wurde das Ehepaar zum Bahnhof gebracht und nach Stuttgart überstellt. Von dort wurden Max Rosenheimer und seine Frau am 1. Dezember 1941 in das Lager Jungfernhof in Lettland deportiert und vom NS-Regime ermordet. |

## Verlegungen
Die Stolpersteine von Igersheim wurden am 23. März 2009 vom Künstler persönlich verlegt.